# The Boatlift
Albums de Pitbull
El Mariel
(2006) Rebelution
(2009)
Singles
1. Go Girl
Sortie : 2007
2. The Anthem
Sortie : 4 mars 2007
3. Sticky Icky
Sortie : 15 mai 2007
4. Secret Admirer
Sortie : 27 novembre 2007

The Boatlift est le troisième album studio de Pitbull, sorti le 27 novembre 2007.
L'album s'est classé 7e au Top Independent Albums, 13e au Top R&B/Hip-Hop Albums et 50e au Billboard 200.

## Liste des titres
| No  | Titre                                                                                                  | Contient un (des) sample(s) de                                        | Durée |
| --- | --- | --------------------------------------------------------------------- | ----- |
| 1.  | A Little Story (Intro)                                                                                 |                                                                       | 1:08  |
| 2.  | Go Girl (featuring Trina et Young Bo$$ – Produit par Soundz)                                           | Big Poppa de The Notorious B.I.G. Party Like a Rockstar de Trina      | 3:49  |
| 3.  | Dukey Love (featuring Trick Daddy et Fabo – Produit par Mr. Collipark)                                 |                                                                       | 3:45  |
| 4.  | I Don't See 'Em (featuring Cubo et AIM – Produit par Tru)                                              |                                                                       | 3:59  |
| 5.  | Midnight (featuring Casely – Produit par Vein)                                                         |                                                                       | 3:32  |
| 6.  | Ying & the Yang (Produit par Lil Jon)                                                                  |                                                                       | 3:27  |
| 7.  | The Anthem (featuring Lil Jon – Produit par Lil Jon, Albert Castillo, Rich « DJ Riddler » Pangilinan)  | El Africano de Wilfrido Vargas Calabria 2007 d'Enur featuring Natasja | 4:05  |
| 8.  | The Truth (Interlude)                                                                                  |                                                                       | 0:54  |
| 9.  | Candyman (featuring Twista – Produit par Diesel et Echo)                                               |                                                                       | 3:11  |
| 10. | Sticky Icky (featuring Jim Jones – Produit par Lil Jon)                                                |                                                                       | 3:42  |
| 11. | My Life (featuring Jason Derülo – Produit par Adrian « Drop » Santalla et Lionel « Deadbeat » De La O) |                                                                       | 3:44  |
| 12. | Secret Admirer (featuring Lloyd – Produit par Play N Skillz)                                           | My Boo des Ghost Town DJ's                                            | 3:18  |
| 13. | Get Up/Levantate (Produit par Play N Skillz)                                                           |                                                                       | 3:17  |
| 14. | Fuego (DJ Buddha Remix) (featuring Don Omar – Produit par Mr. Collipark)                               |                                                                       | 3:49  |
| 15. | Stripper Pole (Remix) (featuring Toby Love – Produit par Eddie Perez)                                  |                                                                       | 3:56  |
| 16. | Un Poquito (featuring Yung Berg et Andrea Vanezuela – Produit par 110% Pure)                           |                                                                       | 3:42  |
| 17. | Tell Me (Remix) (featuring Frankie J et Ken-Y – Produit par Lil Jon)                                   |                                                                       | 4:34  |
| 18. | Mr. 305 (Outro) (Outro)                                                                                |                                                                       | 0:45  |